# Videoteca
Una  videoteca ("video" proviene del verbo latino videre = ver, y "teca" del griego thekes = caja) es una colección organizada, física o digital, de obras en formato audiovisual. Su función es la preservación, catalogación y difusión de documentos audiovisuales.
Por video (o vídeo en España), se hace referencia a la captación, procesamiento, transmisión y reconstrucción por medios electrónicos de una secuencia de imágenes y sonidos que representan escenas en movimiento. 
La tecnología de video fue desarrollada por primera vez para los sistemas de televisión, pero se ha reforzado en muchos formatos para permitir la grabación de video de los consumidores y que además el video puede ser visto a través de  Internet.
En algunos países se llama así también a una grabación de imágenes y sonido en cinta magnética o en disco de láser (DVD), aunque con la aparición de estos últimos dicho término se identifica generalmente con las grabaciones anteriores en cinta magnética, del tipo VHS.
Inicialmente la señal de video está formada por un número de líneas agrupadas en varios cuadros y estos a la vez divididos en dos campos portan la información de luz y color de la imagen. En la actualidad hay multitud de estándares diferentes, especialmente en el ámbito informático.

## ¿Qué es una videoteca física y digital?

### videoteca física
Las videotecas físicas son lugares que almacenan y organizan materiales audiovisuales como videos, discos, casetes, y otros medios de grabación. Este concepto se aplica tanto a nivel nacional como internacional, y juega un papel importante en el mundo de la bibliotecología. El término "videoteca" se refiere a una colección de grabaciones de video que puede ser utilizada por el público para consulta o préstamo. 
Para que una videoteca física funcione adecuadamente, debe seguir ciertos principios y tareas, como los siguientes: 
- Catalogar y difundir las obras audiovisuales que son solicitadas por la comunidad.
- Conservar y promover las obras producidas por miembros de la comunidad.
- Facilitar el intercambio o préstamo de obras audiovisuales con otras instituciones similares. 
- Ofrecer un servicio eficiente y accesible para consultas, visionado y préstamos.  
También las tecnologías utilizadas en las videotecas físicas han evolucionado con el tiempo. Anteriormente, se usaban formatos como VHS, Betamax y U-Matic. Sin embargo, con el avance de la tecnología, estos formatos han quedado obsoletos, y ahora se utilizan sistemas digitales y de alta definición. 
Existen diferencias técnicas entre las imágenes de video en sistemas de televisión y las de ordenadores:  
- Tamaño del fotograma: Los televisores utilizan líneas horizontales para formar la imagen (525 en el sistema NTSC y 576 en el sistema PAL), mientras que las pantallas de ordenadores usan píxeles. Además, la resolución del televisor es fija, mientras que en el ordenador puede variar. 
- Fotogramas por segundo (FPS): El video es una secuencia de imágenes que, al reproducirse a cierta velocidad, crean la ilusión de movimiento. El sistema NTSC tiene una frecuencia de 30 FPS, mientras que el PAL es de 25 FPS. 
- Relación de aspecto del píxel: En las pantallas de televisores, los píxeles son rectangulares, mientras que en las pantallas de ordenadores son cuadrados. Esto puede causar deformaciones en la imagen si no se ajusta correctamente. 
- Video entrelazado y progresivo: El video analógico está compuesto por dos campos entrelazados para evitar el parpadeo, pero este sistema puede ser problemático al convertir formatos analógicos a digitales. Los nuevos formatos de alta definición ya no utilizan el entrelazado. 

### videoteca digital
Una videoteca digital es una colección de videos que está disponible en formato digital y que se puede acceder a través de la tecnología. Su surgimiento se debe al uso de las Tecnologías de Información y Comunicación (TIC), que permiten crear, almacenar y compartir videos de manera fácil y rápida.
- Sitios web para videos: Se trata de plataformas en línea que permiten a los usuarios cargar, descargar y compartir videos. Algunos de estos sitios, como YouTube, incluyen funciones para crear perfiles de usuario, calificar videos, guardar favoritos, etiquetar contenido y dejar comentarios. También permiten enviar enlaces a videos por correo electrónico y hasta insertar videos en otros sitios web o blogs.
- Captura y conversión de videos: Algunos sistemas de videotecas digitales están diseñados para capturar y codificar videos originalmente grabados en formato analógico. Luego, estos videos se procesan para extraer metadatos (información adicional sobre el video), se almacenan en servidores y se ponen a disposición de los usuarios para su búsqueda y visualización a través de tecnología de streaming. 
- Tecnología de streaming: El streaming es la técnica mediante la cual los datos se transfieren de forma continua para que los videos se puedan ver sin necesidad de descargar todo el archivo. Esto permite a los usuarios ver videos en tiempo real o bajo demanda. 
- Recursos digitales abiertos: Proyectos como "The Open Video Digital Library" (OVDL) se enfocan en el desarrollo de herramientas para la difusión de videos digitales. Estos recursos permiten a los usuarios buscar y recuperar videos para diferentes propósitos, como la investigación, la educación o el entretenimiento. También pueden ser utilizados por investigadores y el público en general. 
- Herramientas para buscar y visualizar videos: Algunas videotecas digitales incluyen herramientas avanzadas para la búsqueda, recuperación y visualización de videos. Esto permite acceder tanto a videos recientes como a archivos antiguos. Los usuarios pueden buscar por palabras clave, categorías o incluso resúmenes de contenido. 
Además de los ejemplos anteriores, las videotecas digitales pueden llamarse de diferentes maneras, incluyendo "Video Blogs", "Vlogs", "Video Podcasts", "Videocasts", "Vogs" y otros términos relacionados. A pesar de sus nombres distintos, todos tienen el mismo objetivo: ofrecer videos a usuarios con intereses y necesidades específicas.  